# Türkiz

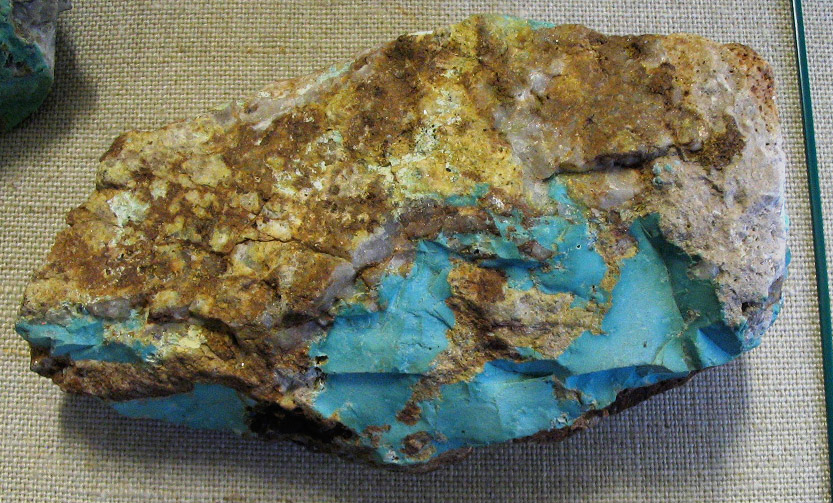
Türkiz, kvarccal közös megjelenésben

A türkiz (kallait) (hidratált réz-alumínium foszfát) réz-, alumínium- és foszfortartalmú triklin kristályrendszerű, a víztartalmú foszfátok csoportjába tartozó ásvány. Cseppkőszerű kérges képződményként, esetenként apró piramisos kristályokban jelenik meg. Hibásan türkisz néven is nevezik. Kerekded, legömbölyített példányait gyakran ékszernek használják, különböző fémekbe befoglalva. 
A türkiz név eredete a francia turquoise (török kő), közvetve a tatár turk (török) szó.

## Kémiai és fizikai tulajdonságai
- Képlete:Cu(Al,Fe)6(PO4)4(OH)8·4 H2O
- Szimmetriája: a triklin kristályrendszerben véglapos szimmetriája létezik
- Sűrűsége: 2,6-2,9 g/cm³
- Keménysége: 5,0-6,0 (a Mohs-féle keménységi skála szerint)
- Hasadása: nincs
- Törése: kagylós
- Színe: kékeszöld
- Fénye: viaszfényű
- Átlátszósága: áttetsző, tömeges megjelenésben opak
- Pora:  sárgás vagy zöld
- Elméleti réz-oxid tartalma:  10,0%
- Különleges tulajdonsága:  meleg sósavban oldódik

## Keletkezése
Erősen mállott alumíniumban gazdag, felszíni vizek által módosított magmás kőzetösszletekben másodlagosan keletkezik. Gyakran üledékes kőzetekben jelenik meg. Limonit és kalcedon társaságában gyakori kőzetalkotó.
Hasonló ásvány: lazurit.

## Előfordulásai

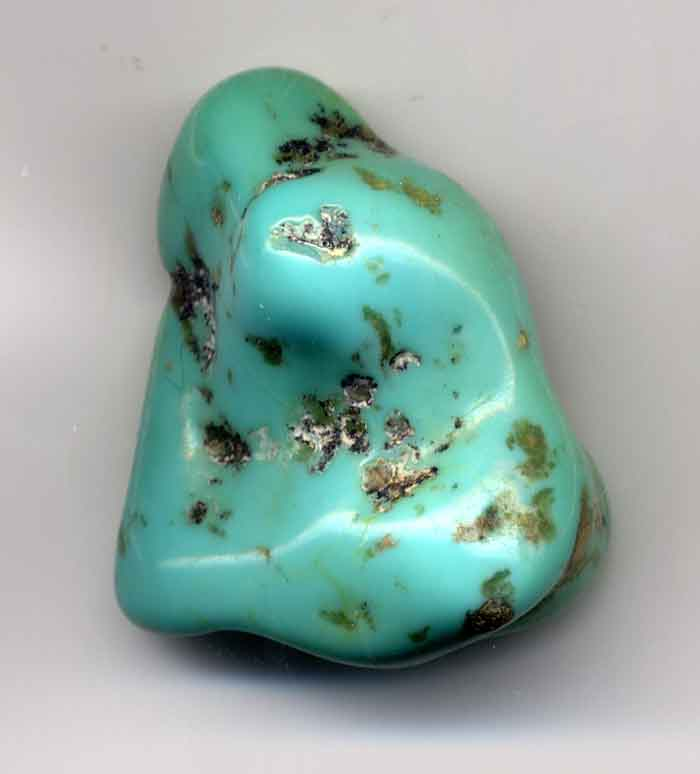
Türkiz kavics

A korai ókorban a Sinai-félszigeten ékszerkészítés céljából bányászták. Irán területén Nishapur város közelében ismertek előfordulásai, ahonnan egykoron Törökországon keresztül szállították Európába, innen származik elnevezése is. Németországban Türingia területén fordul elő. Lengyelország sziléziai vidékein található. Oroszország területén Szemipalatyinszk város közelében is fellelhető. Az Amerikai Egyesült Államok Arizona és Nevada szövetségi államokban fordul elő.

## Előfordulásai Magyarországon
Kisebb mennyiségben Recsken és Gyöngyösoroszi bányáiban találták példányait.

## Kísérő ásványok
Opál, kalcedon és limonit.